# Ženski svetovni rekord v teku na 100 m z ovirami
Ženski svetovni rekord v teku na 100 m z ovirami. Prvi uradno priznani rekord je leta 1969 postavila Karin Balzer s časom 13,3 s, aktualni rekord pa je postavila Tobi Amusan 24. julija 2022 s časom 12,12 s. Jordanka Donkova je rekord popravila štirikrat, tretjič na Balkanskih igrah leta 1986 v Ljubljani. Mednarodna atletska zveza uradno priznava 23 rekordov.

## Rekordi 1969-1973
| Čas (s) | Atletinja         | Datum              | Prizorišče | Vir   |
| ------- | ----------------- | ------------------ | ---------- | ----- |
| 13,3    | Karin Balzer      | 20. junij 1969     | Varšava    | [ 1 ] |
| 13,3    | Teresa Sukniewicz | 20. junij 1969     | Varšava    | [ 1 ] |
| 13,0    | Karin Balzer      | 27. julij 1969     | Leipzig    | [ 1 ] |
| 12,9    | Karin Balzer      | 5. september 1969  | Berlin     | [ 1 ] |
| 12,8    | Teresa Sukniewicz | 20. junij 1970     | Varšava    | [ 1 ] |
| 12,8    | Či Čeng           | 12. julij 1970     | München    | [ 1 ] |
| 12,7    | Karin Balzer      | 26. julij 1970     | Berlin     | [ 1 ] |
| 12,7    | Teresa Sukniewicz | 20. september 1970 | Varšava    | [ 1 ] |
| 12,7    | Karin Balzer      | 25. julij 1971     | Berlin     | [ 1 ] |
| 12,6    | Karin Balzer      | 31. julij 1971     | Berlin     | [ 1 ] |
| 12,5    | Annelie Ehrhardt  | 15. junij 1972     | Potsdam    | [ 1 ] |
| 12,5    | Pam Ryan          | 28. junij 1972     | Varšava    | [ 1 ] |
| 12,3    | Annelie Ehrhardt  | 22. julij 1973     | Dresden    | [ 1 ] |

## Rekordi 1972-danes
Od leta 1975 je Mednarodna atletska zveza potrjevala posebej ločene čase z elektronskim merjenjem za razdalje do 400 m. Od 1. januarja 1977 je za te discipline Mednarodna atletska zveza zahtevala popolnoma avtomatsko merjenje časa do stotinke sekunde natančno.
| Čas (s) | Veter (m/s) | Atletinja        | Datum             | Prizorišče   | Vir   |
| ------- | ----------- | ---------------- | ----------------- | ------------ | ----- |
| 12,59   | 0,6         | Annelie Ehrhardt | 8. september 1972 | München      | [ 1 ] |
| 12,48   | 1,9         | Grażyna Rabsztyn | 10. junij 1978    | Fürth        | [ 1 ] |
| 12,36   | 1,9         | Grażyna Rabsztyn | 13. junij 1980    | Varšava      | [ 1 ] |
| 12,35   | 0,1         | Jordanka Donkova | 17. avgust 1986   | Köln         | [ 1 ] |
| 12,29   | -0,4        | Jordanka Donkova | 17. avgust 1986   | Köln         | [ 1 ] |
| 12,26   | 1,5         | Jordanka Donkova | 7. september 1986 | Ljubljana    | [ 1 ] |
| 12,25   | 1,4         | Ginka Zagorčeva  | 8. avgust 1987    | Drama        | [ 1 ] |
| 12,21   | 0,7         | Jordanka Donkova | 21. avgust 1988   | Stara Zagora | [ 1 ] |
| 12,20   | 0,3         | Kendra Harrison  | 22. julij 2016    | London       | [ 2 ] |
| 12,12   | 0,9         | Tobi Amusan      | 24. julij 2022    | Eugene       | [ 3 ] |